# Callicarpa reticulata
Callicarpa reticulata là một loài thực vật có hoa trong họ Hoa môi. Loài này được Sw. mô tả khoa học đầu tiên năm 1788.